# Ralf Donner
Ralf Ulrich Donner (* 29. August 1959 in Magdeburg) ist ein deutscher Geodät und Politiker (Bündnis 90/Die Grünen). Von 1990 bis 1994 war er Abgeordneter im Sächsischen Landtag.

## Leben
Donner besuchte in der DDR die Erweiterte Oberschule und machte das Abitur. Von 1980 bis 1985 absolvierte er ein Studium der Geodäsie an der TU Dresden und arbeitete anschließend dort als Wissenschaftlicher Assistent. Später arbeitete er als Wissenschaftlicher Mitarbeiter am Zentralinstitut für Physik der Erde in Potsdam und ab Juni 1990 wieder an der TU Dresden. Im Jahr 1989 promovierte er mit der Thematik „Beiträge zur Integration von Daten der Fernerkundung in Geoinformationssysteme“ zum Dr.-Ing.
Am Lehrstuhl für Markscheidewesen und Geodäsie der TU Bergakademie Freiberg, wo er als Privatdozent tätig ist, habilitierte er 2008 mit einer Arbeit über Die visuelle Interpretation von Fernerkundungsdaten.

## Politik
Donner war von 1973 bis 1984 als Kulturorganisator in der FDJ-Gruppe tätig und war in den Jahren 1989 und 1990 Mitbegründer der Demokratie Initiative 90, einer Vorgängerpartei von Bündnis 90/Die Grünen. Donner wurde 1990 über die Landesliste seiner Partei in den Sächsischen Landtag gewählt, dem er bis zum Ende der ersten Legislaturperiode 1994 angehörte. Er war stellvertretender Vorsitzender des Verfassungs- und Rechtsausschusses.
Am 26. Mai 1997 wurde ihm von Landtagspräsident Erich Iltgen die Sächsische Verfassungsmedaille verliehen.